# 1969 au Yukon
Chronologie du Yukon
- 1965
- 1966
- 1967
- 1968
- 1969
- 1970
- 1971
- 1972
- 1973

Cette page concerne des événements d'actualité qui se sont produits durant l'année 1969 dans le territoire canadien du Yukon.

## Politique
- Commissaire : James Smith (en)
- Législature : 21e

## Événements
- Bert Wybrew devient le 6e maire de Whitehorse.
- La radio anglophone CKRW-FM (en) entre en ondes de Whitehorse.

## Naissances
- 10 mars : Kim Barlow (en), musicien.
- 11 août : Ivan Coyote (en), écrivain.
- 15 octobre : Sandy Silver, premier ministre du Yukon.
- 10 novembre : Dawn Moses (en), joueur de curling.

## Décès
- 13 février : Alex J. Stringer (en), juge et politicien (º 1903)